# Stoneyhills
Stoneyhills är en by i Essex i England. Byn är belägen 25,4 km 
från Chelmsford. Orten har 665 invånare (2015).